# فاير واير

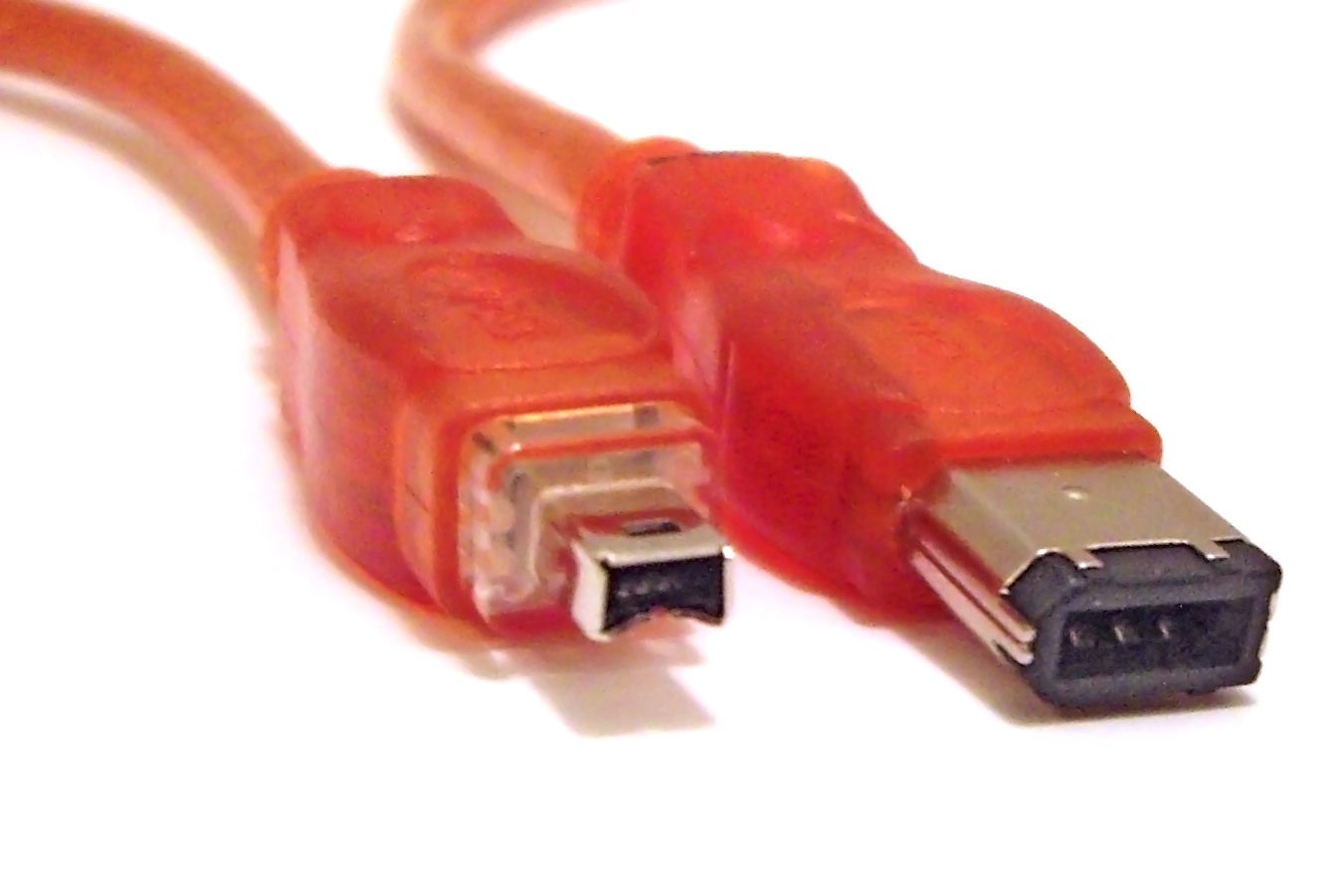
سلك ذو أربعة أسنان(يسار)، وستة أسنان(يمين) موصلات سلك ناري ذو سعة 400Mbit/s

فاير واير (بالإنجليزية: FireWire)‏ ويُترجم بـ «السلك الناري»، تم صنعه سنة 1990 عن طريق شركة أبل ماكنتوش وعرضه 1 بت ويستعمله قرابة 63 جهاز وهو من النوع التسلسلي، ويسمح بمعدل نقل يصل 3200 ميغابت في الثانية.

## نبذة تاريخية

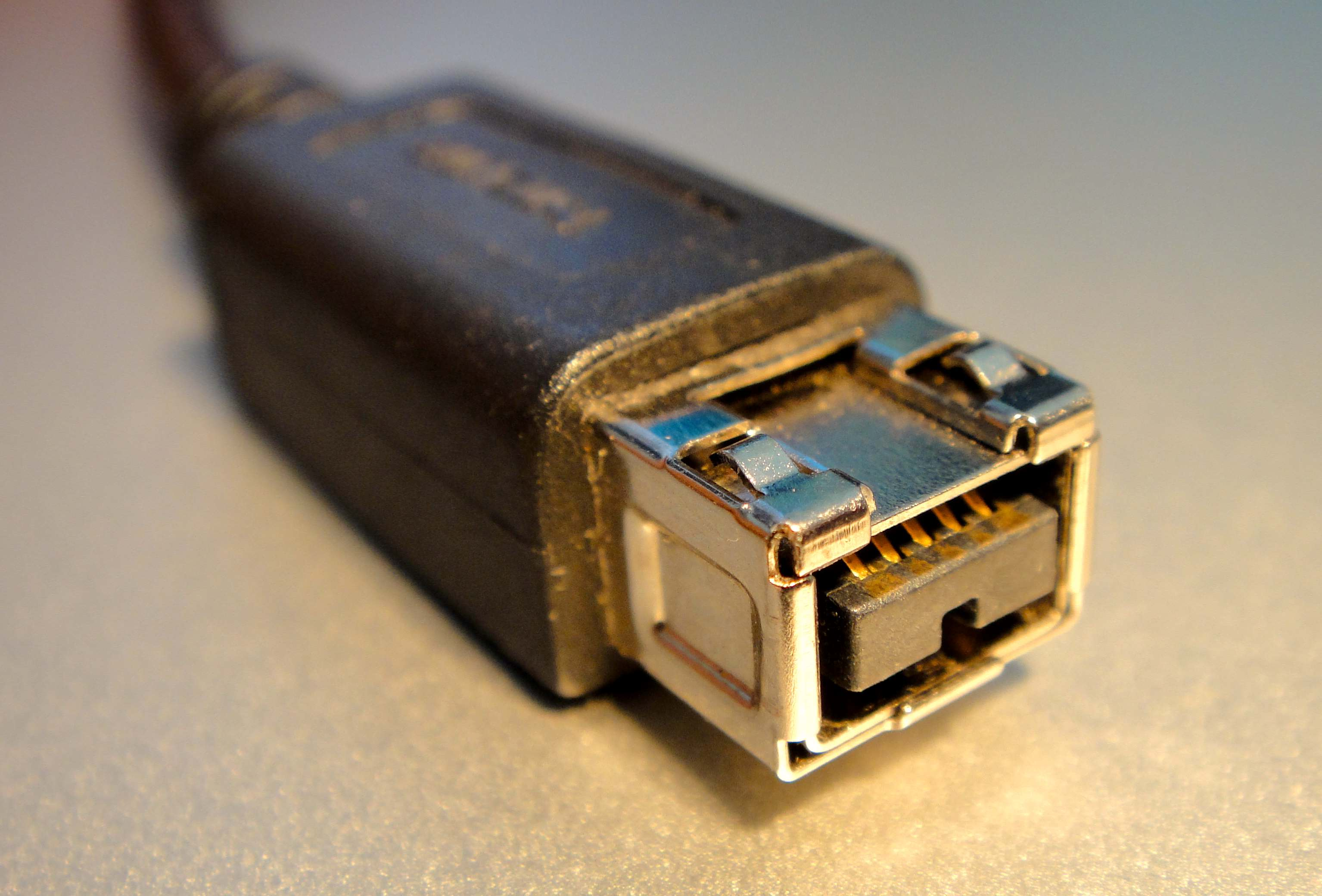
موصل فاير واير 800

في منتصف العام 1980، طور المهندسون في شركة آبل طريقة سريعة لنقل البيانات بين السواقة الصلبة وحاسوب ماكنتوش، مع تبسيط الكابلات الداخلية، وأسموها السلك الناري.
أدركت الشركة بعد فترة وجيزة أنه بوسع هذه التقنية أن تربط بين الحاسوب والطرفيات الخارجية، وبالتالي قدمت شركة آبل السلك الناري لمعهد مهندسي الكهرباء والإلكترون (Institute of Electrical and Electronics Engineers, IEEE) من أجل اعتباره مواصفة معيارية للحواسيب الشخصية المعتمدة على حواسيب ويندوز وحواسيب ماكنتوش، وفي شهر ديسمبر/ كانون الأول 1995 أصدر معهد IEEE الورقة الرسمية التي تحمل مواصفات السلك الناري، وحملت الرمز IEEE1394 وهي تصف معدل نقل بيانات بمقادير 100 و 200 و 400 ميجابت في الثانية. يختلف السلك الناري عن ن.ت.ع كونه لا يستخدم في أجهزة بسيطة مثل المايكروفون، والماوس ولوحة المفاتيح، حيث ينطلق من سرعة 100 ميجابت في الثانية، ولم يصمم للتعامل مع الأجهزة والطرفيات السابقة حتى قبل الانتهاء من تجهيز مواصفاته، وقد وجد السلك الناري طريقه بين الحواسيب والطرفيات وبعض الأجهزة الإلكترونية الاستهلاكية، تبنت شركة سوني هذه التقنية واستخدمتها مع كاميراتها الفيديوية الرقمية وبعض الأجهزة الأخرى، وأسمتها iLink، ثم انتشر استخدام السلك الناري في الكثير من كاميرات الفيديو الرقمي التي تنتجها شركات عدة، وبدأت مع أواخر التسعينات بعض الشركات المصنعة للحواسيب بتوفير هذا المنفذ في حواسيبها. ورويداً رويداً بدأت تنتشر هذه التقنية وتغلغلت بين الماسحات الضوئية، وكاميرات ويب، والسواقات الصلبة الخارجية، كما انتشرت بشكل واسع في التلفزيونات، والأجهزة السمعية، وأدوات الألعاب، وفي العام 2002 تم شحن 60 مليون جهاز يتمتع بمنفذ السلك الناري وفقاً لمؤسسة Stat/MDR للأبحاث.

## أسماء أخرى للسلك
- هذا الاسم (السلك الناري) أطلقته شركة أبل ماكنتوش.
- من أسماء السلك IEEE 1394.
- الـ 1394 المعياري.
- i.LINK وهو الاسم الذي أطلقته شركة سوني على السلك الناري.

و لقد بَدّلَ السلك الناري منافذ سكازي SCSI المتوازية في كثير من التطبيقات لكي تناسب الأدوات الرخيصة والبسيطة وهي أكثر تكيفاً لأنظمة أسلاك الشبكات. ولقد تم تبني IEEE 1394 كواجهة موصل معياري لتعريف عالي لزوج الصوت وفيديو الشبكة للمكون السمعي والمرئي للاتصال والتحكم. والسلك الناري متاح أيضا بصفة لاسلكية (Wireless) وألياف ضوئية ويوجد نسخة أيضا من السلك الناري بصفة أسلاك محورية. ولقد تم دمج الأسلاك اللاسلكية من السلك الناري في حلف الوسائط الواي WiMedia Alliance, ومعيار لـ(UWB) Ultra-Wideband.
تقريبا كل الكاميرات الرقمية الحديثة قد استعملت السلك الناري منذ سنة 1995، العديد من الحواسيب تستعمل هذا السلك للاستعمال المنزلي(العادي) أو الاحترافي(المتطور)كمدخل للصوت والصورة من منفذ السلك الناري/i.LINK، ولقد تضمنت(استعملت) السلك الناري جميع حواسيب سوني، وتقريبا جميع منتجات Dell وإتش بي.

## الخصائص التقنية
1. إمكانية توصيل عدد يصل إلى 63 جهازًا بشكل متسلسل (في سلسلة) بمنفذ واحد.
2. يسمح باتصال الند للند (بالإنجليزية: peer to peer)‏، مثال على ذلك: الاتصال بين الماسحة الضوئية والطابعة بشكل مباشر دون استخدام نظام الذاكرة أو وحدة المعالجة المركزية.
3. مصمم هذا المنفذ ليعمل بتقنية «ركب وشغل» (بالإنجليزية: Plug-and-play)‏.
4. يدعم أكثر من مضيف (بالإنجليزية: HOST)‏ من خلال الناقل الواحد.
5. الاستطاعة التي يستطيع أن يقدمها هذا المنفذ هي 45 واط بجهد 30فولت.
6. سرعة نقل البيانات تصل إلى 400 ميغا بايت في الثانية. (السرعة القصوى حاليًا هي 200 ميغا بايت في الثانية).
7. سلك رفيع.
8. إمكانية جمع الأجهزة في سلسلة باستخدام العديد من الطرق المختلفة دون الحاجة إلى أطراف إنهاء أو متطلبات إعداد معقدة.
9. اتصال غير متزامن لنقل بيانات الحزمة أو بيانات الدُفعة وتخزينها.
10. اتصال متزامن لإرسال الصوت والتسجيلات المصورة في الوقت الفعلي، وأي برنامج آخر أكثر ملاءمة للإسراع من نقل البيانات.
11. إمكانية توصيل الأجهزة التي تفصل بينها مسافات كبيرة تصل إلى 4.5 متر (حوالي 15 قدم).
12. أقصى حد لطول الاسلك مع (800 ميجابت في الثانية) هو 100 متر.
13. أقصى حد لطول الاسلك مع (400 ميجابت في الثانية) هو 4.5 متر.
14. أقصى طول للاسلك (200 ميجابت في الثانية) 14 متر.
15. أقصى عدد للأجهزة المتصلة تسلسلياً هو 63.
16. يُغذى بتيار 1.5 أمبير .

## إيجابيات وسلبيات
بفضل هندسته المعتمدة على التوصيل بين طرف وطرف، فقط وجدت تقنية السلك الناري طريقها بين الأجهزة الإلكترونية الشخصية، ما يعني إمكانية وصل كاميرا الفيديو الرقمي مباشرة مع التلفاز من دون الحاجة إلى حاسوب بينهما لتنظيم العملية ولم يعد حالياً السلك الناري ناقلاً سريعاً جداً أمام ن.ت.ع بعد الإصدارة ن.ت.ع2.0، حيث أصبح بإمكان هذا الأخير التعامل مع الطرفيات التي تنقل كمية كبيرة من البيانات، مثل السواقات الصلبة، وسواقات التسجيل على أقراص DVD، إلا أن الاختبارات الجزئية والمقارنة جزءاً بجزء دلت على أن السلك الناري يتمتع بدرجة أعلى على صعيد الجودة عند نقل دفق المرئيات (الفيديو) والسمعيات.
يضمن السلك الناري استقبال دفق البيانات بعرض حزمة ثابت، من البداية وحتى النهاية، وبإمكان ن.ت.ع نقل البيانات بعرض حزمة ثابت ومستمر، إلا أنه وحتى ظهور ن.ت.ع2.0 كان النقل بطيئاً جداً ومن أجل دفق السمعيات فقط، ما دفع بالشركات المصنعة إلى اعتماد السلك الناري منذ البداية، أما على صعيد الحواسيب الشخصية فإن ن.ت.ع أكثر انتشاراً، وذلك بسبب انخفاض تكلفته.
يمكن توفير دعم ن.ت.ع بالكامل من خلال طقم الرقاقات، أما السلك الناري فإنه يتطلب بطاقة للدخل والخرج، وإن كان دعم البروتوكول متوفراً في طقم الرقاقات (كما في بطاقة رسوميات nVidia nForce2) فإن اللوحة الأم لا تزال بحاجة إلى دارات كهربائية أخرى.

## مقارنة بين السلك الناري و USB
صمم المسرى ن.ت.عمن أجل البساطة والكلفة المنخفضة، بينما صمم المسرى السلك الناري من أجل الأداء العالي، وخصوصا في التطبيقات الزمنية الحساسة مثل التسجيل الصوتي والفيديوي.
أهم الفروق بينهما :
يدعم ن.ت.ع وصل حتى 127 جهازاً في حين يدعم السلك الناري فقط 63 جهازاً، يتم وصل هذا العدد من الأجهزة باستخدام الموزعات Hubs يمكن لمنفذ ن.ت.ع أن يزود الأجهزة الموصولة معه بتيار أعظمي 500mA عند جهد منظم V ± 0.25V،في حين أن السلك الناري يزود باستطاعة أكبر بكثير قد تصل إلى 45 W عادة بجهد غير منظم تماماً السرعة العظمى للنقل على مسرى السلك الناري، نظرياً في آخر إصدار متداول حوال Mb/s400 وهو بذلك أسرع من الإصدار ن.ت.ع1.1 12 Mb/S ولكن أبطأ بقليل من ن.ت.ع2 480 Mb/s مع ذلك يقال أن التطبيق العملي يظهر أن السلك الناري لايزال أسرع من ن.ت.ع2 تستطيع الأجهزة الموصولة على السلك الناري التخاطب فيما بينها بدون حاسب مضيف كجزء من معياريته (مثلاً طابعة وماسح ضوئي) في حين لا يتاح ذلك في ن.ت.ع تم إطلاق المعيارية ن.ت.ع GO مؤخراً كإضافة على معايير ن.ت.ع لتحقيق ذلك، أيضاًIEEE 1394 يمكّن من وصل حاسبين باسلك فقط وبإعداد أصغري لكل منهما مواصفات محددة للكابلات بما في ذلك الأطوال العظمى المسموحة.

## نظم التشغيل الداعمة
الدعم الكامل لل IEEE 1392a والسلك الناري متوفر من الأنظمة التالية الذكر:
1. فري بي اس دي فري بي ‌إس ‌دي
2. لينوكس
3. APPLE MAC 0S 8.6 حتى MAC OS 9
4. MAC OS X
5. NETBSD
6. HAIKU
7. بالإضافة للويندوز والذي يدعم النسختين الآنفتين الذكر.

و لكن بسرعة 100 ميغا بت في الثانية بدل من 400 ميغا نت في الثانية.
تحميل الملفات متوفر من قبل مايكروسوفت؛ والتي تسمح للنسختين السابقتي الذكر بالعمل بالسرعة الأصلية لهما.

## المقارنة مع الناقل المتسلسل العام
من الرغم من أن الناقل المتسلسل العام ن.ت.ع 2.0 يعمل بسرعة أعلى من السلك الناري السلك الناري 400,
إلا أن ذلك يعتبر كلاماً بعيداَ عن الواقع، لأنه عملياَ الناقل المتسلسل العام ن.ت.ع 2.0 ينقل البيانات
بمعدل 240 ميغا بت في الثانية بدلاَ من 480 ميغا بت في الثانية وذلك بسبب اعتماد الناقل المتسلسل العام،
أثناء عملية الاتصال, على معالج المضيف "Host Processor" لإدارة بروتوكولات الطبقة الدنيا للــ
الناقل المتسلسل العام.
بينما منفذ السلك الناري يقوم بأداء نفس المهمة التي يقوم بها الناقل المتسلسل العام دون
الاعتماد على معالج المضيف، مما يكسبه أداءً أفضل.
فضلاً عن ذلك فإن السلك الناري السلك الناري 800 هو الآن أسرع من منفذ الناقل المتسلسل العام.